# 比蒙特 (密蘇里州)
比蒙特（英語：Beemont）是位於美國密蘇里州富蘭克林縣的非建制地區。

## 歷史
比蒙特的郵局於1878年設立，其後於1915年停運。

## 地理
比蒙特所處的海拔為高於海平面196米（即643英呎），而該地所採用的時區為UTC-6，即北美中部時區（CST）。同時該地設有夏令時間，為UTC-6調快一小時，即UTC-5（CDT）。